# Гарані Йосип Йосипович
,
Йосип Йосипович Гара́ні (нар. 16 березня 1921, Батьово — пом. 20 травня 2009, Берегове) — український художник; член Спілки художників СРСР з 1958 року та Спілки художників України з 1962 року.

## Біографія
Народився 16 березня 1921 року в селі Батьовому (тепер Берегівський район Закарпатської області, Україна). Навчався у Йосипа Бокшая та Адальберта Ерделі.
Жив у місті Береговому, в будинку на вулиці Рожошкерт № 58. Помер 20 травня 2009 році.

## Творчість
Працював у галузі станкового живопису у техніках акварелі та пастелі. Серед робіт:
- «Гірський пейзаж» (1954);
- «Автопортрет» (1957);
- «Зима» (1961);
- «Натюрморт з кукурудзою» (1965);
- «Натюрморт з яблуками» (1967);
- «Верецький перевал» (1978);
- «Тиса» (1982);
- «Мальви» (1986);
- «Натюрморт із чорною пляшкою» (1990);
- «Жденієво» (1993);
- «Зима» (1993);
- «Іриси» (1994);
- «Маки» (1994);
- «Річка Тиса» (1994);
- «Околиці села Верецьки» (1995);
- «Вулиця зимою» (1996).

Брав участь в обласних з 1950 року, всеукраїнських з 1957 року мистецьких виставках.
Окремі роботи знаходяться у Закарпатському художньому музеї.